# New Journalism
|                                                                   |  |  |
| Tom Wolfe (links) en Truman Capote, exponenten van New Journalism |  |  |

New Journalism is een vorm van journalistiek met literaire trekjes, waarbij het subjectieve perspectief van de schrijver centraal staat. De hoogtijdagen van het genre lagen in de jaren zeventig en tachtig van de twintigste eeuw. Belangrijke vertegenwoordigers waren Tom Wolfe, Truman Capote en Norman Mailer.

## Typering
Vertegenwoordigers van New Journalism pretendeerden verder te gaan dan de feiten en te streven naar een diepere waarheid. Daartoe werden niet alleen feiten, quotes en andere journalistieke technieken gebruikt, maar werd vooral gezocht naar een vorm die tot de verbeelding sprak. Idiosyncratische literaire stijlmiddelen werden daarbij niet geschuwd.
Thema’s waren velerlei, serieus, zoals de Vietnamoorlog, maar ook luchtig, bijvoorbeeld vanuit de sport. Van belang was dat het onderwerp altijd van binnenuit werd belicht. De journalist bleef als schrijver bewust niet op de achtergrond, gepretendeerd objectief, maar toonde zich zichtbaar geëngageerd met het onderwerp, vanuit een eigen standpunt. Uiteindelijk doel was om het ware verhaal achter het nieuws naar voren te laten komen en daar was volgens de representanten meer voor nodig dan alleen de naakte feiten.

## Kernelementen
Tom Wolfe wordt beschouwd als grondlegger en schreef ook enkele theoretische essays over het fenomeen. Hij benoemde vier elementen die van belang zijn in New Journalism:
- Nauwkeurige plaatsbeschrijvingen;
- Volledige dialogen, geen selectieve quotes;
- Beschrijving vanuit het perspectief van unieke personen;
- Persoonlijke details.

## Hoogtijdagen, vertegenwoordigers
New Journalism was vooral populair in de jaren zestig en zeventig van de twintigste eeuw. Er is verwantschap te bespeuren met de beweging van de beatgeneration. Naast Tom Wolfe worden schrijvers als Truman Capote, Joan Didion, Norman Mailer, George Plimpton, Robert Christgau, Gay Talese, Hunter S. Thompson en John Hersey als belangrijke vertegenwoordigers beschouwd. Hun bijdragen verschenen veelal in tijdschriften als The Atlantic Monthly, Harper's Magazine, The New Yorker, New York en Rolling Stone. In Nederland geldt Martin Bril wel als late exponent van het genre.
Veel klassieke werken en artikelen uit de jaren zestig en zeventig zoals die geschaard worden onder de noemer New Journalism, zijn met de tijd min of meer gedateerd geraakt en daarmee deels in de vergetelheid. De term als zodanig wordt nauwelijks nog gebruikt. Varianten van New Journalism kunnen echter nog steeds worden herkend op het internet, in bijdragen waarin de persoonlijke ervaring van het nieuws centraal staat.